# Burrill Bernard Crohn
Burrill Bernard Crohn (Nova York, 13 de juny de 1884 – Connecticut, 29 de juliol de 1983) va ser un gastroenteròleg americà i un dels primers a descriure la malaltia per la qual se'l coneix, la malaltia de Crohn.
El 1932, el Dr. Crohn i dos companys seus, els doctors Leon Ginzburg i Gordon Oppenheimer, van publicar un important article en què descrivien el que llavors era un trastorn poc conegut. El seu article clau, Terminal Ileitis: A new clinical entity, documentava catorze casos. El nom de la malaltia va ser canviat a "ileïtis regional" a la publicació.
Als temps en què ell i els seus companys van descriure la malaltia, el Dr. Crohn tenia una consulta privada a Nova York, i sovint enviava els seus pacients a l'Hospital Mount Sinai per al seu diagnòstic i tractament. Al Mount Sinai va treballar amb el neuròleg Bernard Sachs (1858–1944). També va passar un temps treballant amb Jesse Shapiro, un altre doctor molt involucrat en la recerca de Crohn. Com que al mateix Saphiro se li havia diagnosticat la malaltia de Crohn, exhibia gran interès en la seva curació. A l'hospital, el Dr. Crohn va muntar una consulta gran i exitosa per als pacients amb enterocolitis granulomatosa i finalment va esdevenir cap del departament de gastroenterologia. Va ser molt respectat durant la resta de la seva carrera professional, i va rebre nombrosos pacients d'arreu dels Estats Units i també de l'estranger.
Crohn va practicar la medicina fins als noranta anys. Els seus últims temps els va passar entre l'Upper East Side de Manhattan i una casa rural a New Milford (Connecticut), on va conèixer la seva segona esposa, Rose Elbogen Crohn, amb qui es va casar el 1947. La fundació de recerca Burrill B. Crohn es va establir a l'hospital Mount Sinai el 1983, primer amb finançament de Rose Crohn i més tard de la seva filla Ruth Crohn Dickler.